# ベルナルダ
ベルナルダ（イタリア語: Bernalda）は、イタリア共和国バジリカータ州マテーラ県にある、人口約1万2000人の基礎自治体（コムーネ）。
市域のメタポントには、古代ギリシャ人が植民都市として築いたメタポンティオン（メタポントゥム） (Metapontum) の遺跡がある。ベルナルダ城はナポリ王国による地域支配の拠点となった。

## 地理

### 位置・広がり
マテーラ県東部に位置するコムーネ。市域はタラント湾に面するが、ベルナルダの市街は内陸に位置する。

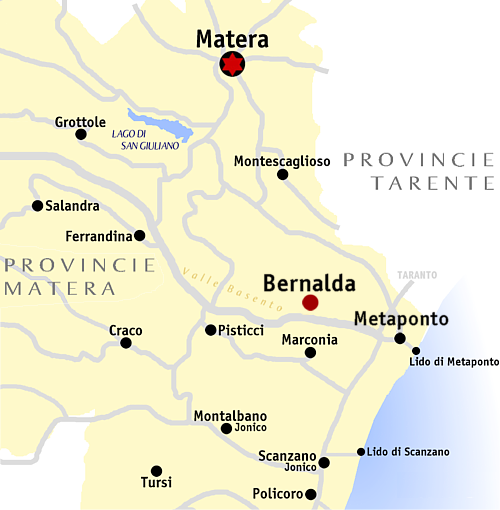
マテーラ県におけるベルナルダとメタポント

#### 隣接コムーネ
隣接するコムーネは以下の通り。括弧内のTAはターラント県（プッリャ州）所属を示す。
- ジノーザ (TA)
- モンテスカリオーゾ
- ピスティッチ

## 歴史
古代、イタリア半島南部にはギリシャ人たちが移り住んだ（マグナ・グラエキア）。タラント湾に程近い、現在のメタポントの地には、アカイア人が植民都市メタポンティオン（古代ギリシア語: Μεταπόντιον / Metapontion）を建設した。クロトン（現在のクロトーネ）で活動した数学者・哲学者のピタゴラスの最期については諸説あるが、クロトンから追放されたのちメタポンティオンに移り、断食をして死んだという説が伝えられている（ピタゴラス参照）。
古代ローマ時代、メタポンティオンはメタポントゥム（ラテン語: Metapontum）の名で呼ばれた。
ベルナルダの街は15世紀までカマルダ（Camarda）の名で呼ばれていた。15世紀、ナポリ王国を支配したアラゴン人たちは、ノルマン人たちが築いた城を修築し、ベルナルダ城として地方支配の拠点とした。

## 行政

### 分離集落
ベルナルダには、以下の分離集落（フラツィオーネ）がある。
- Metaponto, Metaponto Lido, Serramarina, Spineto

## 人物

### ゆかりの人物
- ピタゴラス - 古代ギリシャの数学者・哲学者。一説に、メタポンティオンで死んだ。
- フランシス・フォード・コッポラ - 米国の映画監督。祖父アゴスティーノ・コッポラが当地出身で米国に移民した。したがって、タリア・シャイア（フランシスの妹）やニコラス・ケイジ（フランシスの甥）らの一族も当地にルーツを持つ。コッポラは、ベルナルダにある邸宅パラッツォ・マルゲリータ (Palazzo Margherita (Bernalda)) を所有し、高級ホテルとして経営している。ソフィア・コッポラ（フランシスの娘）は2011年にパラッツォ・マルゲリータで結婚式を行った。